# Deduktion
Deduktion er i sproglig argumentation og filosofi en logisk gyldig slutningsform, hvor konklusionen nødvendigvis følger af præmisserne. Hvis præmisserne er sande, må konklusionen også være sand i en gyldig deduktion. Hvis man for eksempel erkender, at præmisserne "alle torsk er fisk" og "alle fisk har finner" er sande, må man nødvendigvis aflede deraf, at alle torsk har finner.
Det er dog værd at bemærke, at en logisk sammenhængende deduktion uden fejlslutninger altid er gyldig, uanset om præmisserne er sande eller falske. Så hvis hvis jeg hævder, at "alle torsk er pattedyr" og "alle pattedyr har finner" er konklusionen, at alle torsk har finner stadig gyldig. Ligeledes kan et ugyldigt, dvs. formelt logisk usammenhængende, deduktivt argument stadig have sande præmisser og/eller en sand konklusion. De følger bare ikke af hinanden. 
Deduktion som metode bliver ofte fremstillet som modsætning til induktiv metode (at slutte fra en serie af observationer til en sandsynlig generel hypotese) og abduktiv metode (at formulere en generel hypotese, som følger deduktivt af et særtilfælde), hvis konklusioner i princippet altid kan afkræftes af fremtidige observationer.